# メランコリア (クラナッハの絵画)
『メランコリア』（丁: Melankolien、英: Melancholia）は、ドイツ・ルネサンス期の画家ルーカス・クラナッハ (父) が1532年に板上に油彩で制作した絵画である。コペンハーゲン国立美術館に所蔵されている。1759年にデンマーク王室コレクションに入り、コペンハーゲン国立美術館に引き継がれた。本作は水平な構図を持っているが、コルマールにあるウンターリンデン美術館には同年に制作された縦長のヴァージョンの『メランコリア』 がある。両作品には数々の類似点が見られる。

## 主題と構図

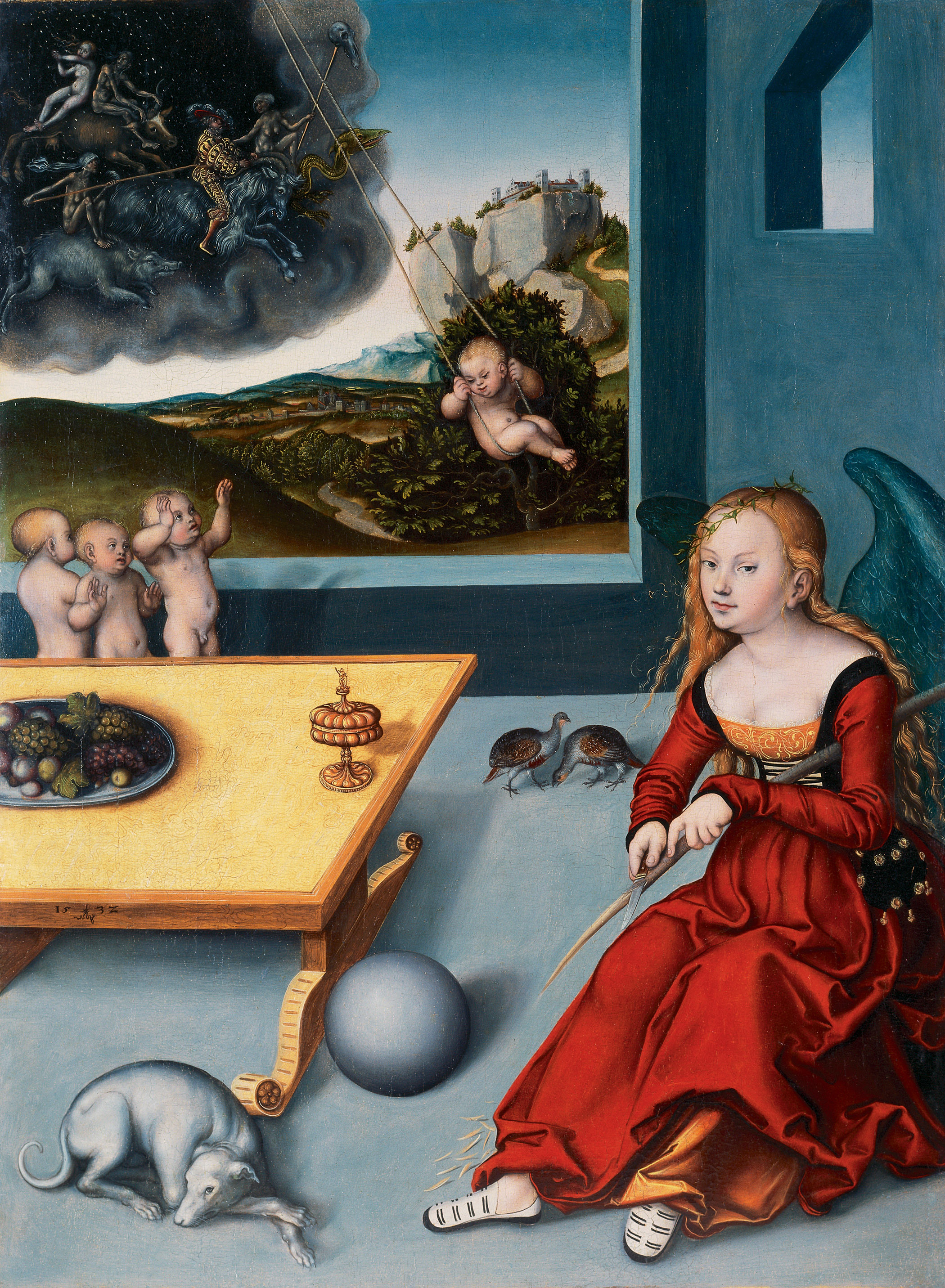
ルーカス・クラナッハ『メランコリア』 (1532年)、ウンターリンデン美術館、コルマール

人間の性格を体内にある支配的な体液で4つに分ける「四体液説」 (四性論) は、長らく西洋人の考え方を支配した。「メランコリー」 (憂鬱質) は黒胆汁が多い人の性質で、中世には不活発で怠惰とされたが、ルネサンス期になると思索や制作にふさわしい性格として注目されるようになった。
ルネサンスの理想によれば、全世界は類推により成り立っている。「メランコリー」は当時、土星、犬、大工仕事と関連付けられていたが、それらは本作に描かれている。
この作品でクラナッハは、「メランコリー」を否定的に描いている。黒い雲の中に見える魔女の跳躍、馬上から落ちる兵士たちの軍隊は「メランコリー」と関連付けられる。棒を持って大きなボールを輪の中に通そうとしている3人の裸体の子供が描かれているが、これは無益な行いを表している。物思いに沈む、翼のある女性は「メランコリー」の寓意像で、おそらくもう1つの輪を作ろうとしている (大工仕事の象徴) のであろう。
本作の描写は、画家の友人で宗教改革者マルティン・ルターの「メランコリー」を悪徳の温床とした思想を反映している。ルターによると、「メランコリー」は精神的な喜びと神の言葉によって克服されなけらればならないものであった。
なお、本作の「メランコリー」の寓意像は、これより18年前に制作されたアルブレヒト・デューラーの版画 (エングレービング) 『メランコリア I』 の翼のある天才の姿に類似している。